# ارغوانی تیره
ارغوانی تیره پردهٔ تیره‌ای از رنگ ارغوانی است.

## جستارهای بیشتر
- فهرست‌های رنگ‌ها